# La Codosera
La Codosera (extremaduraiul La Cosera, portugálul: A Codosseira) település Spanyolországban, Badajoz tartományban. La Codosera Portalegre, Arronches, Alburquerque, San Vicente de Alcántara és Valencia de Alcántara községekkel határos. Lakosainak száma 2025 fő (2024).

## Népesség
A település népessége az utóbbi években az alábbiak szerint változott:
| Lakosok száma | 2372 | 2220 | 2269 | 2322 | 2320 | 2221 | 2186 | 2075 | 2049 | 2025 |
|               | 2001 | 2004 | 2006 | 2009 | 2011 | 2014 | 2016 | 2019 | 2021 | 2024 |